# Station Harchies
Station Harchies is een spoorwegstation langs spoorlijn 78 (Doornik - Saint-Ghislain) in Harchies, een deelgemeente van Bernissart. Het is nu een stopplaats.

## Treindienst
| Serie       | Treinsoort          | Route                                           | Bijzonderheden                                            |
| ----------- | ------------------- | ----------------------------------------------- | --------------------------------------------------------- |
| P 7560/8560 | Piekuurtrein (NMBS) | Bergen – [ Quiévrain ] / [ Harchies – Doornik ] | Rijdt alleen op werkdagen.                                |
| P 7580/8580 | Piekuurtrein (NMBS) | Aat – Bergen – Harchies – Doornik               | Rijdt alleen op werkdagen. Een trein verder naar Doornik. |
| P 7860/8860 | Piekuurtrein (NMBS) | Bergen – [ Quiévrain ] / [ Harchies – Doornik ] | Rijdt alleen op werkdagen.                                |

## Reizigerstellingen
De grafiek en tabel geven het gemiddeld aantal instappende reizigers weer op een week-, zater- en zondag.
| Tabel: aantal instappende reizigers station Harchies | Tabel: aantal instappende reizigers station Harchies | Tabel: aantal instappende reizigers station Harchies | Tabel: aantal instappende reizigers station Harchies |
|                                                      | Weekdag                                              | Zaterdag                                             | Zondag                                               |
| ---------------------------------------------------- | ---------------------------------------------------- | ---------------------------------------------------- | ---------------------------------------------------- |
| 1977                                                 | 217                                                  | 32                                                   | 24                                                   |
| 1978                                                 | 246                                                  | 48                                                   | 17                                                   |
| 1979                                                 | 227                                                  | 20                                                   | 33                                                   |
| 1980                                                 | 188                                                  | 28                                                   | 18                                                   |
| 1981                                                 | 167                                                  | 25                                                   | 27                                                   |
| 1982                                                 | 184                                                  | 27                                                   | 42                                                   |
| 1983                                                 | 194                                                  | 50                                                   | 37                                                   |
| 1984                                                 | 86                                                   | 3                                                    | -                                                    |
| 1985                                                 | 89                                                   | 1                                                    | -                                                    |
| 1986                                                 | 87                                                   | -                                                    | -                                                    |
| 1987                                                 | 85                                                   | 1                                                    | -                                                    |
| 1988                                                 | 94                                                   | 2                                                    | 2                                                    |
| 1989                                                 | 65                                                   | 2                                                    | -                                                    |
| 1990                                                 | 60                                                   | -                                                    | -                                                    |
| 1991                                                 | 88                                                   | -                                                    | -                                                    |
| 1992                                                 | 85                                                   | -                                                    | -                                                    |
| 1993                                                 | 88                                                   | -                                                    | -                                                    |
| 1994                                                 | 73                                                   | -                                                    | -                                                    |
| 1995                                                 | 68                                                   | -                                                    | -                                                    |
| 1996                                                 | 75                                                   | -                                                    | -                                                    |
| 1997                                                 | 67                                                   | -                                                    | -                                                    |
| 1998                                                 | 56                                                   | -                                                    | -                                                    |
| 1999                                                 | 45                                                   | -                                                    | -                                                    |
| 2000                                                 | 36                                                   | -                                                    | -                                                    |
| 2001                                                 | 47                                                   | -                                                    | -                                                    |
| 2002                                                 | 52                                                   | -                                                    | -                                                    |
| 2003                                                 | 46                                                   | -                                                    | -                                                    |
| 2004                                                 | 43                                                   | -                                                    | -                                                    |
| 2005                                                 | 62                                                   | -                                                    | -                                                    |
| 2006                                                 | 35                                                   | -                                                    | -                                                    |
| 2007                                                 | 40                                                   | -                                                    | -                                                    |
| 2008                                                 | -                                                    | -                                                    | -                                                    |
| 2009                                                 | 56                                                   | -                                                    | -                                                    |
| 2010                                                 | -                                                    | -                                                    | -                                                    |
| 2011                                                 | -                                                    | -                                                    | -                                                    |
| 2012                                                 | 45                                                   | -                                                    | -                                                    |
| 2013                                                 | 54                                                   | -                                                    | -                                                    |
| 2014                                                 | 28                                                   | -                                                    | -                                                    |
| 2015                                                 | 30                                                   | -                                                    | -                                                    |
| 2016                                                 | 15                                                   | -                                                    | -                                                    |
| 2017                                                 | 21                                                   | -                                                    | -                                                    |
| 2018                                                 | 22                                                   | -                                                    | -                                                    |
| 2019                                                 | 17                                                   | -                                                    | -                                                    |
| 2020                                                 | 10                                                   | -                                                    | -                                                    |
| 2021                                                 | -                                                    | -                                                    | -                                                    |
| 2022                                                 | 19                                                   | -                                                    | -                                                    |
| 2023                                                 | 22                                                   | -                                                    | -                                                    |
| 2024                                                 | 21                                                   | -                                                    | -                                                    |

0,0: Saint-Ghislain ·
2,6: Boussu-Haine ·
4,6: Hautrage ·
8,4: Ville-Pommerœul ·
11,1: Harchies ·
14,6: Blaton ·
16,5: Basècles-Groeven ·
20,3: Péruwelz ·
25,3: Callenelle ·
28,5: Maubray ·
32,5: Antoing ·
35,2: Vaulx ·
39,0: Doornik